# Tampong

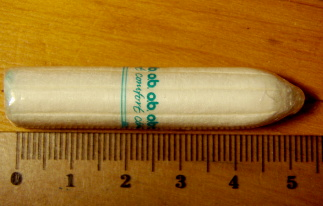
En tampong utan införingshylsa och en linjal som visar centimeter.

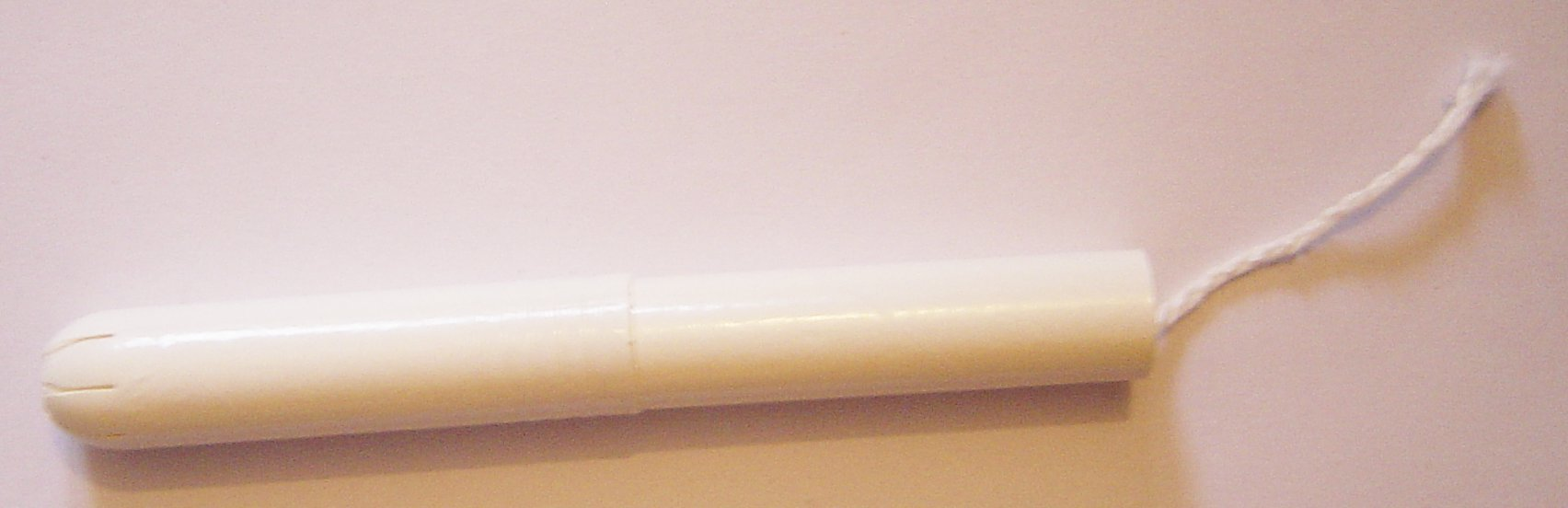
En tampong med införingshylsa.

Tampong är en rulle av vätskeabsorberande material vars främsta användningsområde är som mensskydd.

## Mensskydd

Tampongens läge i slidan.

Tampongen förs in i slidan för att suga upp menstruationsblod och förhindra att mensblodet kommer ut ur slidan. Den moderna tampongen för detta ändamål uppfanns 1936 av Dr. Earle Haas och Michael Dunn. Tidigare användes mjukt linne som kramades ut i ren olja.

### Användning

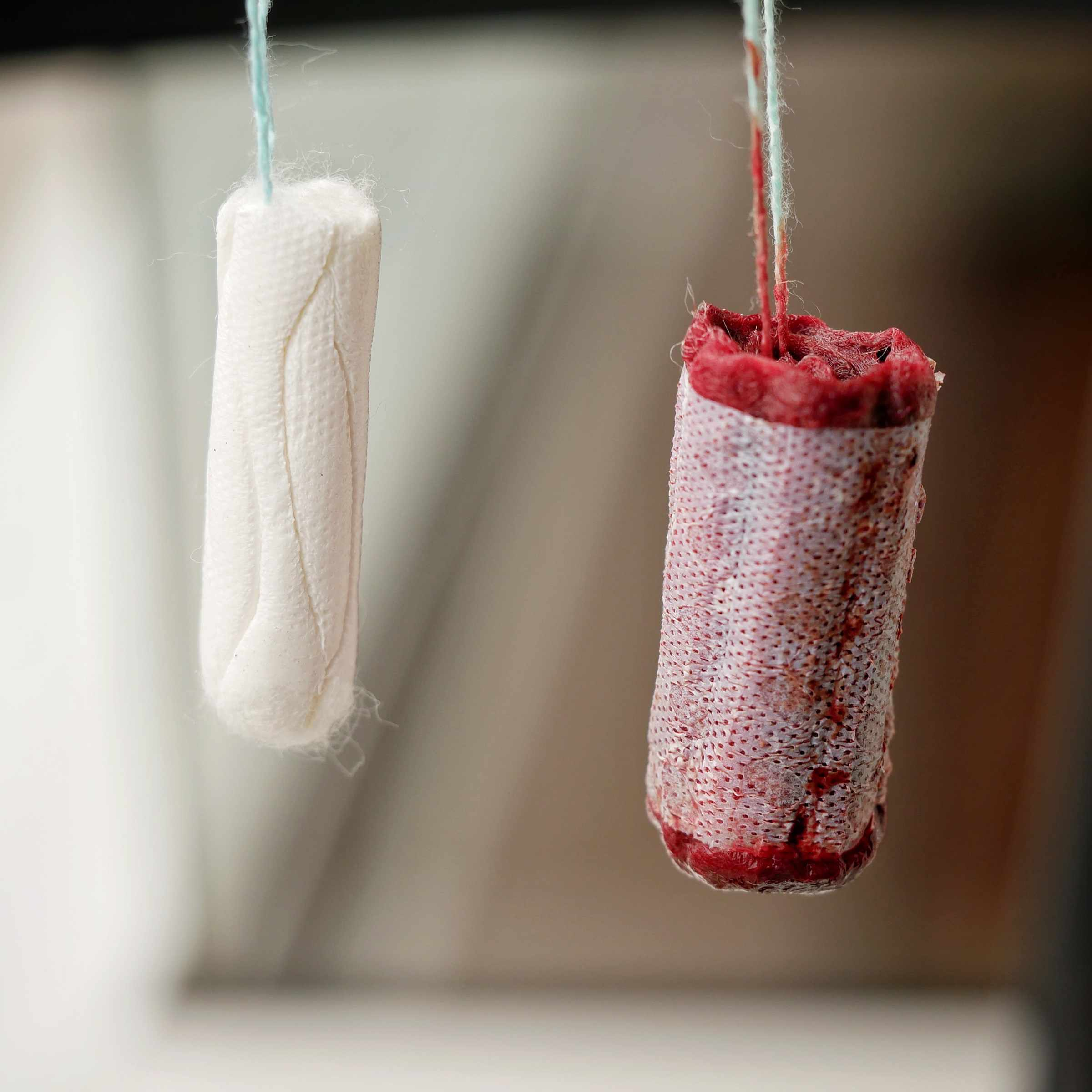
En oanvänd och en använd tampong.

Tampongen förs in långt in i slidan med hjälp av händerna eller en införingshylsa. Trådarna på tampongen används när man ska dra ut tampongen och dessa ska därför vara utåt. En korrekt använd tampong varken känns eller syns. Man kan använda tampong även när man badar, sportar, sover eller uträttar toalettbehov. Det finns inga medicinska problem med att använda tampong innan man har haft samlag första gången, och det går inte att kontrollera i efterhand om man har använt tampong. En tampong bör bytas ut mot en ren när den börjar bli full eller minst var åttonde timme, oftare i början av mensen när blödningen är kraftigare. Apoteket rekommenderar att den byts minst var fjärde timme. Förbrukade tamponger slängs i en papperskorg för mensskydd eller en papperskorg för vanligt skräp. Man får inte spola ned tamponger i toaletten eftersom det kan orsaka stopp.

### Storlekar
Tamponger finns i olika storlekar beroende på uppsugningsförmåga. Storlekarna har ingenting med vaginans storlek, oskuld eller barnafödande att göra.
Vid sparsam mens och första gången kan en minitampong användas och vid normal eller riklig mens är en större att föredra. Vid mycket riklig och intensiv mens finns det risk för läckage och då kan tampongen kombineras med en binda eller ett trosskydd. Man bör inte använda större tampong än nödvändigt eftersom den kan vara svår att föra in, göra ont och skada slemhinnorna när tampongen dras ut. Den risken finns även om man tar ut tampongen för tidigt, innan den är fylld.

### Svamptampong
Svamptampong eller naturtampong kallas en finporig liten Äkta tvättsvamp som kan användas vid sparsam till normal mens. Tvättsvamp är ett flergångsalternativ. Det finns även sterila engångssvampar. Svampen blöts och kramas ur innan den används, och är skonsammare mot slemhinnorna.
Man kan ha samlag med en svamptampong insatt utan att det känns eller märks.